# AK-103
AK-103 là loại súng trường thuộc dòng súng AK do Nga chế tạo. Nó sử dụng loại đạn 7,62×39mm M43. Súng kết hợp được nhiều ưu điểm của cả loại AK-47, AK-74M lẫn AK-101. Nhiều bộ phận của AK vốn được làm bằng gỗ như ốp lót tay, báng súng, tay cầm trước giờ đã được thay thế bằng chất liệu nhựa và carbon. AK-103 có thể lắp thêm thiết bị ngắm quang học và laser, đèn chiến thuật, lưỡi lê và súng phóng lựu GP-30. Súng được trang bị cho một số đơn vị cảnh sát, quân đội Nga và xuất khẩu sang Venezuela, Iran và Algeria.
Tầm bắn hiệu quả của nó là 500 m, cao hơn so với thế hệ trước là AK-47 có tầm bắn hiệu quả 400 m. Ngoài ra, AK-103 có độ chụm khi bắn liên thanh cao hơn so với AK-47 nhờ có ống bù giật gắn ở đầu nòng súng.
Việt Nam không có AK-103 nhưng có một phiên bản tự sản xuất trong nước với cơ sở là AKM-1 với các chi tiết nhựa và đầu nòng AK74 Nga mang tên STL-1A có ngoại hình khá giống AK-103. Sau đó Việt Nam cũng có thiết kế mẫu STV-416 có sự tương đồng lớn với AK-103, tuy vậy phương án này đã bị loại trước STV-380 và không được biên chế.

## Thiết kế

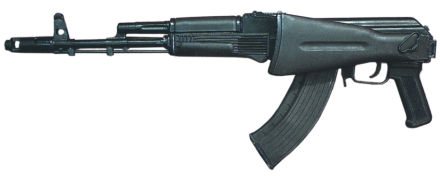
AK-103 với báng gấp.

AK-103 được phủ lớp bảo vệ đảm bảo khả năng chống ăn mòn tuyệt vời của các bộ phận kim loại. Ốp lót tay, hộp tiếp đạn, báng súng và tay cầm được làm bằng nhựa cường độ cao.
AK-104 là một phiên bản nhỏ gọn của AK-103. Nó có một ống hãm nảy có nguồn gốc từ AKS-74U cũ kết hợp với nòng ngắn hơn. Nó cũng được sử dụng loại đạn 7.62×39mm M43.

## Biến thể

### AK-103
Phiên bản chọn chế độ bắn cho thị trường quân sự.

### AK-103-1
Đây là phiên bản bán tự động cho cảnh sát và thị trường dân sự.

### AK-103-2
Phiên bản này có tính năng bắn loạt ba viên (3) được chèn thêm vào giữa chế độ hoàn toàn tự động (АВ) và bán tự động (ОД), dành cho các đơn vị cảnh sát và thị trường dân sự.

### AK-103N2
Có thể gắn kính ngắm ban đêm 1PN58.

### AK-103N3
Có thể gắn kính ngắm ban đêm 1PN51.

### AK-104
AK-104 là phiên bản súng carbine của súng trường tấn công AK-103. Cũng như AK-103, AK-104 dùng cỡ đạn 7,62x39mm M43. Nòng súng và hộp tiếp đạn được rút ngắn so với AK-103 để làm giảm trọng lượng.

### AK-103M
Phiên bản hiện đại hóa của AK-103.
STL-1A
Phiên bản AK-103 do Việt Nam tự sản xuất từ cơ sở AKM-1 với chi tiết nhựa và đầu nóng kiểu ak74.

## Quốc gia sử dụng
- Nga: Được sử dụng bởi Quân đội Nga nhiều nhóm cảnh sát đặc biệt, lực lượng hoạt động đặc biệt và thậm chí là cả dân thường.[2]
- Ethiopia: Tổ hợp kỹ thuật vũ khí Gafat sản xuất súng trường AK-103 ở Ethiopia. Bổ sung AKM và AK-47 trong Lực lượng Vũ trang Ethiopia. Nó đã được báo cáo vào năm 2014 rằng thỏa thuận đã không hoàn thành.[3]
- Ấn Độ: Được sử dụng bởi Lực lượng đặc biệt hải quân, MARCOS.[4]
- Iran: Việc bán một số lượng AK-103 chưa được tiết lộ để sử dụng cho các bộ phận của lực lượng đặc biệt Iran đã được đàm phán.[5] Các vũ khí được báo cáo sẽ được chuyển đến Iran vào tháng 8 năm 2016.[6] IRGC được báo cáo là đang sử dụng AK-103.[7]
- Libya: Nhìn thấy trong tay lực lượng chống Gaddafi và những người trung thành trong nhiều bức ảnh. Súng trường đang sử dụng là phiên bản AK-103-2.[8]
- MUJAO sử dụng một khẩu AK-103-2 cũ của Libya trong Các cuộc tấn công của Agadez và Arlit vào năm 2013.[9]
- Namibia: Được sử dụng bởi Thủy quân lục chiến Namibia[10]
- Pakistan: Năm 2016, Lực lượng Vũ trang Pakistan tuyên bố ý định mua số lượng lớn súng trường AK-103 để bổ sung cho lực lượng của họ.[11]
- Ả Rập Xê Út: Được sử dụng bởi các đơn vị trên không và Lực lượng an ninh đặc biệt trong Lực lượng Hoàng gia Ả Rập.[12][13][14] Giấy phép sản xuất súng trường AK-103 đã được cấp cho Ả Rập Xê Út vào năm 2017.[15][16][17]
- Syria: Được sử dụng bởi cảnh sát.[18][19][20] Cũng được sử dụng bởi Tổ chức những người giám hộ tôn giáo liên kết với Al Qaeda.[21]
- Venezuela: Vũ khí tiêu chuẩn của Quân đội Venezuela.[22]
- Việt Nam Tự sản xuất chế tạo ra phiên bản mới của súng trường tấn công AK-103 là STL-1A là một loại súng trường tấn công biến thể AK sử dụng loại đạn 7.62×39mm do Việt Nam sản xuất chế tạo dựa trên bản quyền mua từ Nga và nay Việt Nam sản xuất các loại Súng trường AK-103 'Made in Việt Nam'